# 范中杰
范中杰（1966年6月—），男，汉族，四川西充人，研究生学历，中华人民共和国政治人物，1994年7月加入中国共产党，第十三届全国人民代表大会广东地区代表。

## 生平
1987年毕业于四川师范大学教育系，1990年取得华南师范大学心理学系发展心理学专业硕士。2017年8月，任肇庆市人民政府市长。2018年2月24日，当选为第十三届全国人大代表。2019年10月，任中共肇庆市委书记。2021年6月，任广东省国资委党委书记、副主任。2022年5月，不再担任省国资委党委书记、副主任，转任广东省人大常委会机关一级巡视员。同年10月30日，他因为涉嫌严重违纪违法，接受广东省纪委监委纪律审查和监察调查。2023年1月，范中杰遭到开除中国共产党党籍和公职的处分。2023年1月9日，被广东省人大常委会罢免全国人民代表大会代表职务，2023年2月24日代表资格终止。